# Mașină de scris

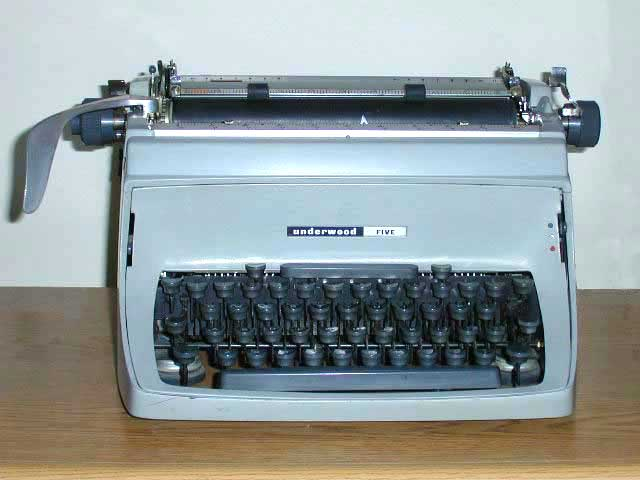
Mașină de scris

Mașina de scris este una dintre cele mai importante invenții ale lumii moderne, stând la baza procesului de comunicare încă din secolul al XVIII-lea. Mașina de scris, dispozitiv mecanic folosit pentru dactilografierea textelor, a fost reinventată de aproximativ 52 de ori, sub diferite forme și dimensiuni – rotundă, dreptunghiulară, trapezoidală, mai lată sau mai înaltă.

## Istorie
La 6 ianuarie 1714, inginerul englez Henry Mill a brevetat pentru prima oară o mașinărie ce putea să imprime literele una după alta. Prima mașină de scris funcțională a fost inventată de către Pellegrino Turri, în 1808, pentru a veni în ajutorul persoanelor oarbe. Pastorul danez Rasmus Malling Hansen, în 1870, a prezentat publicului "globul de scris", ce semăna mai degrabă cu o pernă mare de ace. Mașina a fost ulterior transformată într-un produs comercial. Hansen a testat mai multe poziții ale literelor pe o tastatură din porțelan, pentru a determina aranjamentul ce să faciliteze scrisul și să îl facă mai rapid decât cel de mână.
Prima mașină de scris comercială a fost brevetată în 1868, din dorința inginerului mecanic american Christopher Latham Sholes de a produce invenții pentru a îmbunătăți soarta omenirii. Sholes meșterea la o mașină ce să imprime automat numărul paginilor din cărți, când i s-a sugerat că ar putea încerca o construcție mai complexă, ce să poată imprima toate literele alfabetului. El și-a extins creația folosind la bază un vechi telegraf, căruia i-a adăugat taste pentru tot alfabetul. Patentul Sholes & Glidden a fost vândut pentru 12.000 dolari, deoarece Sholes a refuzat să o mai folosească sau să o recomande pentru utilizare.
Momentul de vârf al mașinii de scris a fost în anii 1950, când media de vânzări a atins în SUA 12 milioane de unități. Din 1980, procesoarele de text și computerele au înlocuit majoritatea mașinilor de scris din Occident, ultimele mai fiind folosite la scară largă de populațiile sărace din fostul spațiu sovietic, Africa și din America Latină. Cele mai importante ori cunoscute mărci de mașini de scris sunt următoarele: E. Remington and Sons, IBM, Imperial Typewriters, Oliver Typewriter Company, Olivetti, Royal Typewriter Company, Smith Corona, Underwood Typewriter Company, Adler Typewriter Company și Olympia Werke.
Standardizarea proiectării mașinii de scris mecanice: Prima mașină de scris electrică a fost construită în 1902. Abia în anul 1920 mașina de scris a devenit un obiect cu design standard, fără ca firmele producătoare să propună diferențe foarte mari de aspect. Mai demult, scriitorii profesioniști, atât la firme, cât și acasă (pentru corespondența în interes de afaceri) au recunoscut potențialul acestei invenții.
- frontstriking -
- mărimea simbolurilor -
- culoare -
- modele "nezgomotoase" -

Tehnologia corectării:
- radiere ale mașinii -
- eraser shield -
- erasable bond -
- pastă de corectare -
- dry correction -

În aprilie 2011, Godrej and Boyce, ultima companie care mai producea mașini de scris și-a închis fabrica din Mumbai, India, desigur, știrea fiind repede catalogată ca mincinoasă. 
Jargon de computer:
- backspace (BS) – tastă pentru ștergerea caracterului din stânga, pas cu pas. Ea ar putea fi utilizată în combinația cu alte taste-caractere (ex.: “apostrof”, “backspace ” și “punct” formează împreună semnul exclamării) sau pentru a corecta, cum ar fi banda corectoare [în funcție de sistem]
- carriage return (CR) – retur de car ori de caretă, început de rând ori întoarcere la prima coloană [în funcție de sistem]
- cursor – reper ce indică poziția următorului caracter în gestinea de texte. Cursorul se referă la glisorul de pe rigla de calcul a mașinii de scris.
- cut & paste – decupare/ tăiere și lipire. Preluarea unui text, a unui tabel ori a unei imagini și atașarea ei de un document.
- dead key – “tastă moartă”. Această comandă se referă la o tastă ce, când e apăsată, nu permite avansarea cursorului, lăsându-i astfel altui caracter să fie scris peste cel tipărit inițial. Această comandă a fost folosită în mod curent pentru a îmbina elemente diacritice cu litere, dând astfel naștere la litere noi, special modificate (ex.: “ è “ poate fi tiparită, întâi tastând și ținând apăsat “ ` “ (apostroful), apoi “e”, creându-se astfel o literă/ silabă accentuată într-un text ori una dintr-o limbă străină).
- line feed (LF) – saltul cursorului la linia nouă a textului.
- shift key – această tastă e pentru modificare. Apăsată (și ținută astfel) împreună cu o alta, are loc operația de selectare. Inițial, tasta shift e folosită pentru a scrie litere de tipar și alte tipuri de majuscule. Ex.: “D” se obține în loc de “d”.
- tab (HT) key – această tastă făcea ca cursorul să avanseze orizontal la următorul "tab stop" prestabilit. Tasta a fost utilizată pentru a scrie liste și tabele cu coloane verticale, formate din numere sau cuvinte. "Tab stop" e punct de oprire pentru tasta Tab, e marcaj de tabulare.
- tty – folosită pentru a desemna un "terminal" dat. [7] [8]